# Baseonema
Baseonema là chi thực vật có hoa trong họ Apocynaceae.

## Các loài
Loài duy nhất trong chi này là Baseonema gregorii, có ở Kenya và Tanzania.